# Ich würd’s wieder tun
Ich würd’s wieder tun ist das 17. Studioalbum der deutschen Schlagersängerin Andrea Berg. Es wurde am 29. Juli 2022 in Deutschland veröffentlicht.

## Entstehung
Das Album entstand anlässlich ihres 30-jährigen Bühnenjubiläums. Das Album enthält neben drei neuen Songs im Wesentlichen Duette mit anderen Künstlern. So sind auf dem Album Vanessa Mai, Justin Jesso, Giovanni Zarrella, Johnny Logan, Kerstin Ott, Maite Kelly, Stereoact, Semino Rossi, Nino de Angelo, Beatrice Egli, DJ Ötzi, Al Bano, Nik P., Florian Silbereisen und DJ BoBo zu hören.

## Titelliste
1. Ich würd’s wieder tun
2. Unendlich (mit Vanessa Mai)
3. Ich träum mich zurück
4. I’ll be there (mit Justin Jesso; englischsprachige Version von Solang die Erde sich dreht)
5. SOS an Wolke 7
6. Ja ich will (Si con te) (mit Giovanni Zarrella)
7. Never walk alone (mit Johnny Logan)
8. Geh doch, wenn du sie liebst (mit Kerstin Ott)
9. Hallo Houston (mit Maite Kelly)
10. Ich werde lächeln wenn du gehst (mit Stereoact)
11. Tango amore (mit Semino Rossi)
12. Die Gefühle haben Schweigepflicht (mit Nino de Angelo)
13. Du hast mich tausendmal belogen #2022
14. Mosaik (mit Beatrice Egli)
15. Sternenträumer (mit DJ Ötzi)
16. Sharazan (mit Al Bano)
17. Jung, verliebt und frei (mit Nik P.)
18. Diese Nacht ist jede Sünde wert (mit Florian Silbereisen)
19. Get up an dance – The hits (mit DJ BoBo; Medley Freedom – Somebody dance with me – Himmel auf Erden (Piece of heaven) – Love is all around – Steh auf (Get up and dance) – Freedom)

## Chartplatzierungen
Ich würd’s wieder tun avancierte zum Nummer-eins-Erfolg in Deutschland und Österreich sowie zum Top-10-Erfolg in der Schweiz (Rang 2).
Darüber hinaus erreichte das Album in Deutschland auch die Chartspitze der deutschsprachigen Albumcharts, die Chartspitze der wöchentlichen Schlagercharts sowie die Chartspitze der monatlichen Schlagercharts.
| ChartsChartplatzierungen | Höchstplatzierung | Wochen |
| ------------------------ | ----------------- | ------ |
| Deutschland (GfK)        | 1 (33 Wo.)        | 33     |
| Österreich (Ö3)          | 1 (23 Wo.)        | 23     |
| Schweiz (IFPI)           | 2 (12 Wo.)        | 12     |

| ChartsJahrescharts (2022) | Platzierung |
| ------------------------- | ----------- |
| Deutschland (GfK)         | 12          |
| Österreich (Ö3)           | 18          |
| Schweiz (IFPI)            | 26          |